# Marsabitacris citronota
Marsabitacris citronota är en insektsart som beskrevs av Kevan, D.K.M. 1957. Marsabitacris citronota ingår i släktet Marsabitacris och familjen Pyrgomorphidae. Inga underarter finns listade i Catalogue of Life.